# Semín
Semín (en allemand : Semin) est une commune du district de Pardubice, dans la région de Pardubice, en République tchèque. Sa population s'élevait à 618 habitants en 2024.

## Géographie
Semín se trouve à 4 km à l'ouest-nord-ouest de Přelouč, à 19 km à l'ouest de Pardubice, à 28 km au sud-ouest de Hradec Králové et à 78 km à l'est de Prague.
La commune est limitée par Strašov et Sopřeč au nord, par Břehy à l'est, par Přelouč et Řečany nad Labem au sud et par Kladruby nad Labem à l'ouest.

## Histoire
La première mention écrite de la localité date de 1339.

## Galerie

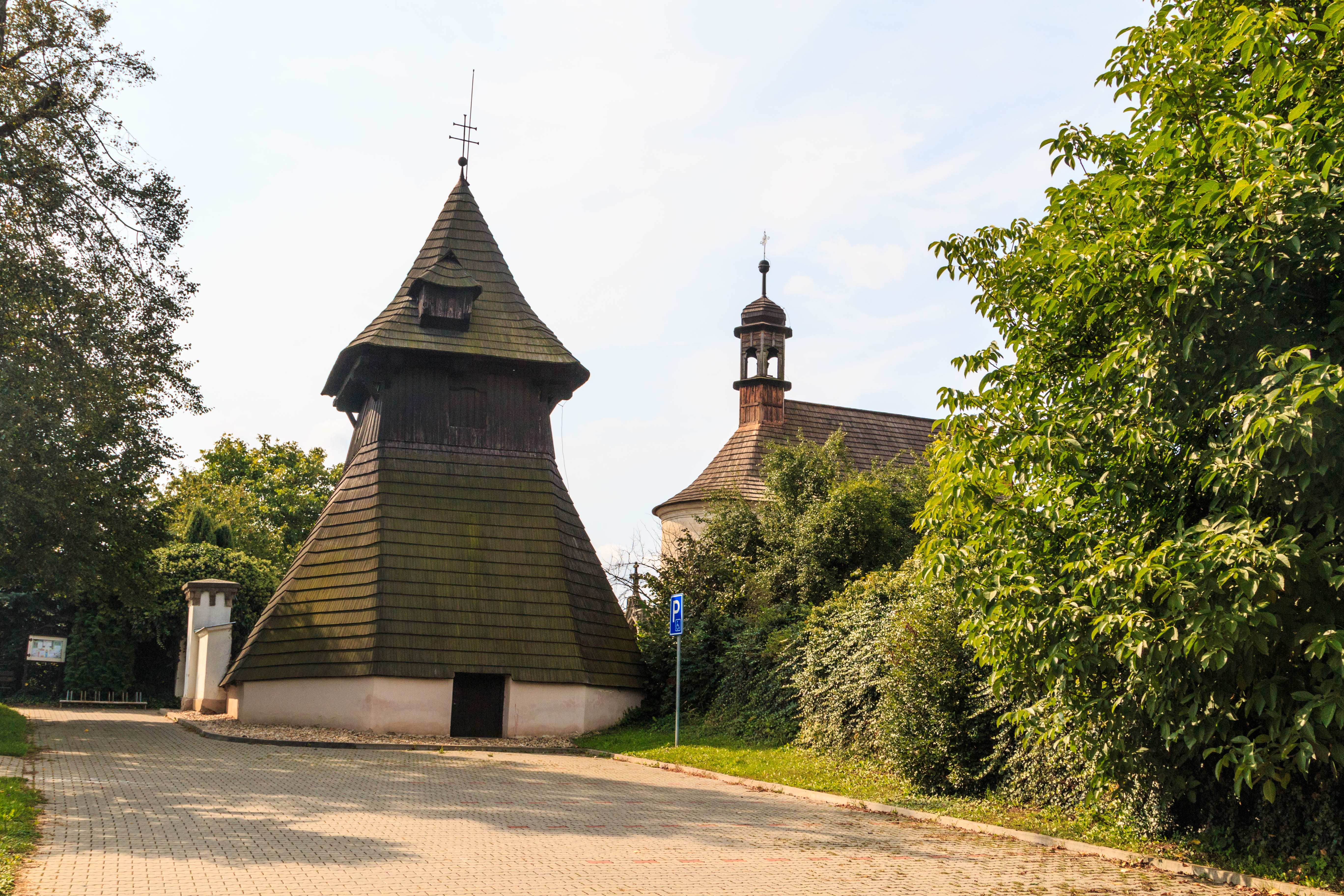
Clocher de l'église Saint-Jean-Baptiste.
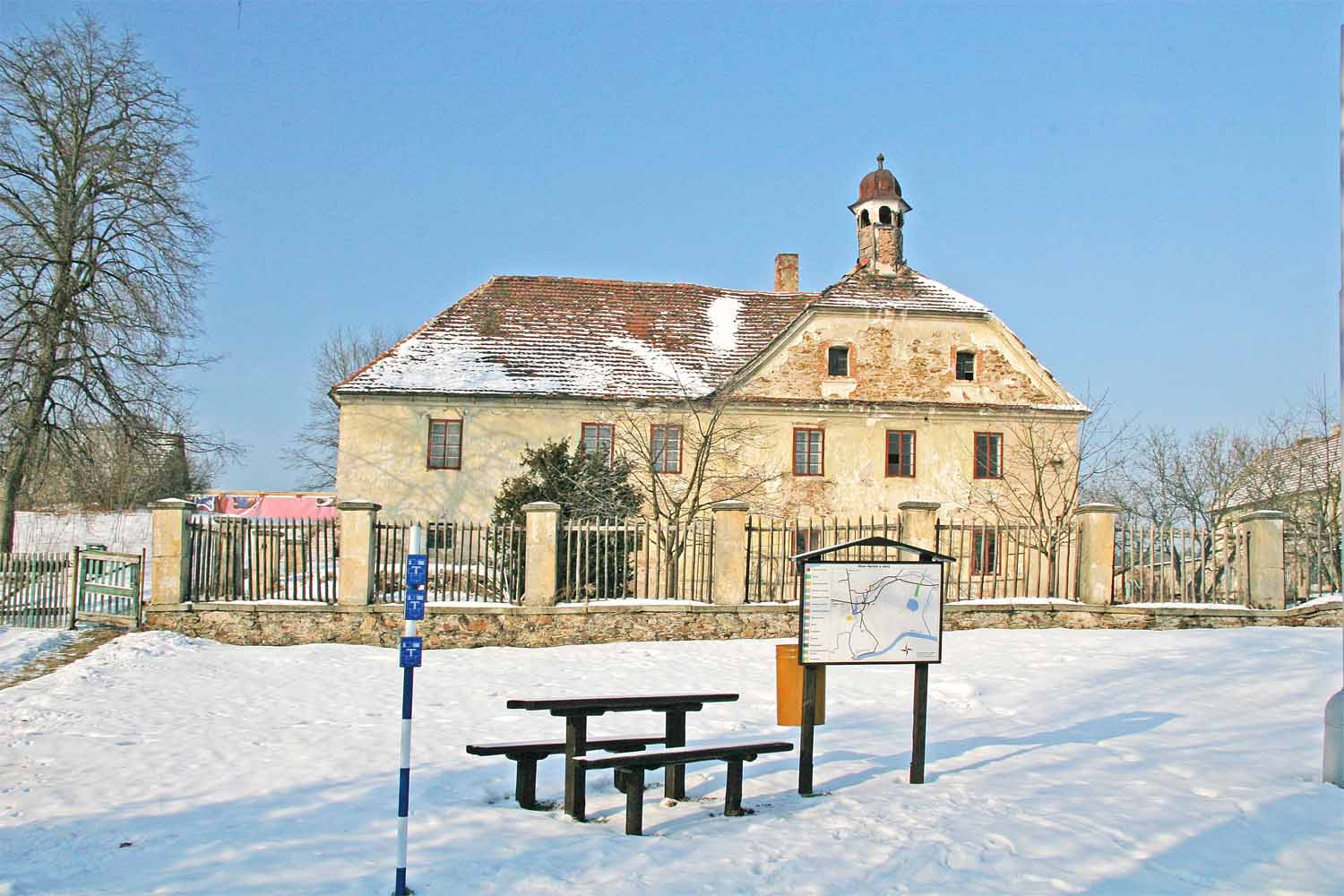
Château de Semín.

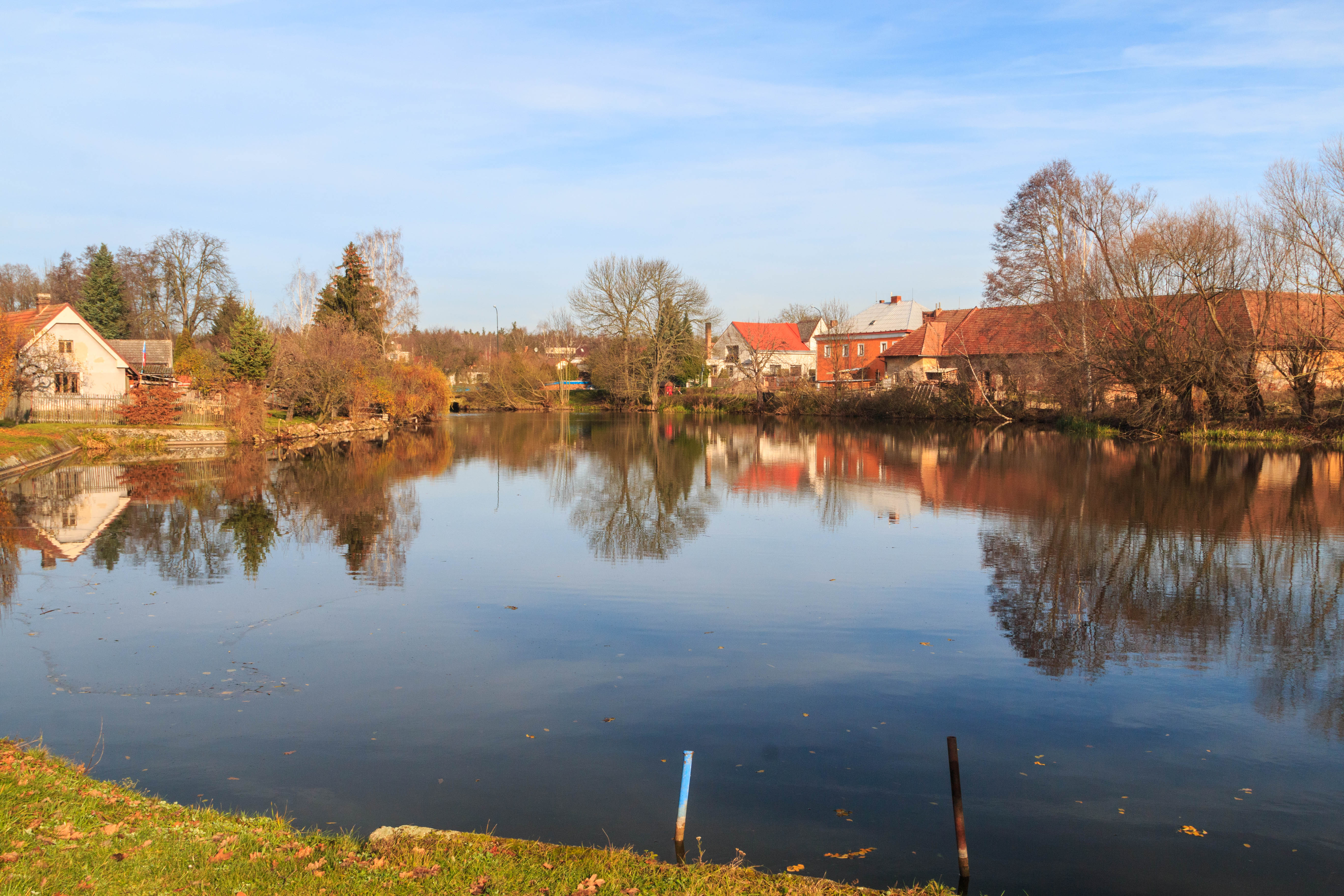
Velká Jalůvka.
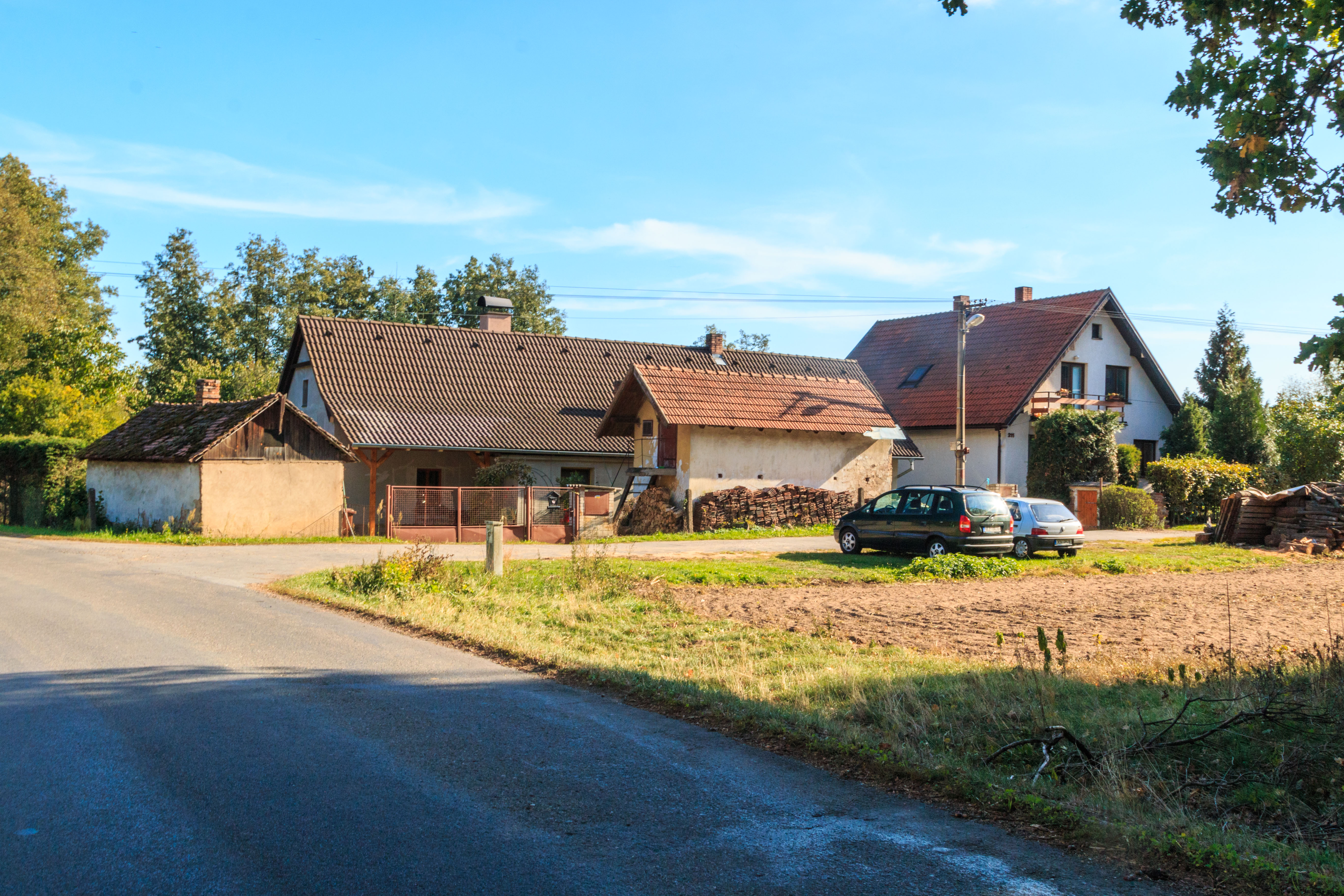
Maison à Semínská Vrata.

## Transports
Par la route, Semín se trouve à 8 km de Přelouč, à 23 km de Pardubice et à 92 km de Prague. 